# Macaroni Empitsu
Macaroni Empitsu (яп. マカロニえんぴつ Макарони эмпицу) — японская рок-группа, образовавшаяся в 2012 году. Группа выпустила два студийных альбома, несколько мини-альбомов, а также много дигитальных синглов[неизвестный термин].
Группа сформировалась в префектуре Канагава вокруг вокалиста Хаттори. Все её участники — выпускники музыкального училища. Прорывом для группа стала выпущенный в 2020 году альбом «愛を知らずに魔法は使えない».
В 2021 году группа получила премию Japan Record Awards в категории «лучший новый артист».
В 2021 году их песня «Хасиригаки» (яп. はしりがき) стала музыкальной темой анимационного фильма из серии Crayon Shin-chan.

## Состав
- Хаттори (яп. はっとり) — вокал, гитара
- Такано Кэнъя (яп. 高野 賢也) — бас-гитара
- Танабэ Ёсиаки (яп. 田辺 由明) — гитара
- Хасэгава Даики (яп. 長谷川 大喜) — клавишные